# Independence Township (Beaver County, Pennsylvania)
Independence Township ist eine ländliche Gemeinde im Beaver County, Pennsylvania, etwa 30 km von Pittsburgh entfernt. Das U.S. Census Bureau hat bei der Volkszählung 2020 eine Einwohnerzahl von 2.248 ermittelt.

## Geographie
Independence Township liegt im Westen Pennsylvanias, im Hügelland des Appalachen-Plateaus. Der Raccoon Creek fließt von Südwesten nach Nordosten durch das Gemeindegebiet. Benannte Ortslagen in der Gemeinde sind Independence (40° 34′ N, 80° 19′ W) und Bocktown (40° 33′ N, 80° 18′ W).
Independence Township grenzt an vier Townships: Nördlich an Raccoon, im Westen an Hopewell, im Süden an Findlay und im Osten an Hanover.

## Geschichte
Independence Township wurde 1848 aus dem Hopewell Township herausgelöst. Der Hauptort der landwirtschaftlich geprägten Gemeinde war das Dorf Independence mit dem Postamt Seventy Six. In Bocktown (früher auch Bock‘s Mill) gab es ein weiteres Postamt namens Duluth. Im Gemeindegebiet gab es fünf Einklassenschulen.

## Infrastruktur
Durch das Independence Township verläuft die Pennsylvania Route 151 in Ost-West-Richtung. Im Süden passiert der US Highway 30 die Gemeinde.
Die Gemeinde ist mit dem Hopewell Township Teil eines gemeinsamen Schulbezirks, im Ort gibt es eine Grundschule.
Ein Wildblumen-Schutzgebiet, Teil des Raccoon Creek State Parks, liegt im Süden des Townships. Die Fläche steht seit 1962 unter Naturschutz.

## Belege
1. ↑  Explore Census Data Total Population in Independence township, Beaver County, Pennsylvania. Abgerufen am 23. März 2023.
2. ↑  GNIS Detail - Independence. Abgerufen am 29. Oktober 2020.
3. ↑  GNIS Detail - Bocktown. Abgerufen am 29. Oktober 2020.
4. ↑  History of Beaver County, Pennsylvania. A. Warner & Co., Philadelphia, Chicago 1888, S. 578 (englisch, archive.org [abgerufen am 29. Oktober 2020]).
5. 1 2  About Us. In: Independence Township. Abgerufen am 29. Oktober 2020 (englisch).
6. ↑  Zahlen nach Volkszählungsergebnissen
7. ↑  Wilflower Reserve Trail Map : Raccoon Creek State Park. (PDF) Abgerufen am 29. Oktober 2020 (englisch).